# Renault Type EJ
Der Renault Type EJ war ein frühes Personenkraftwagenmodell von Renault. Er wurde auch 20 CV genannt.

## Beschreibung
Das Modell war eine Abwandlung des Renault Type DX und hatte keinen Vorgänger. Im gleichen Jahr endete die Produktion ohne Nachfolger.
Der wassergekühlter Vierzylindermotor mit 95 mm Bohrung und 160 mm Hub hatte 4536 cm³ Hubraum. Die Motorleistung wurde über eine Kardanwelle an die Hinterachse geleitet. Die Höchstgeschwindigkeit war je nach Übersetzung mit 85 km/h angegeben.
Bei einem Radstand von 330 cm war das Fahrzeug 450 cm lang und 175 cm breit. Das Fahrzeug wog 1600 kg. Torpedo und Roadster sind überliefert.
Der Renault Type EI war ähnlich konzipiert, aber länger.